# L'ombra del nemico (film 2008)
L'ombra del nemico (Flammen & Citronen) è un film del 2008 diretto da Ole Christian Madsen.
Il film, basandosi su documenti storici e testimonianze, ripercorre gli ultimi cinque mesi della vita di Bent Faurschou-Hviid e Jørgen Haagen Schmith, due tra i più attivi combattenti della resistenza anti-nazista in Danimarca.

## Trama
Copenaghen, 1944: nella Danimarca occupata dalle truppe di Hitler, Flammen e Citronen, due combattenti della resistenza danese anti-nazista Holger Danske, hanno il compito di assassinare nazisti e danesi collaborazionisti. In aggiunta una protagonista femminile col ruolo di agente doppio.

## Produzione
L'ombra del nemico, prodotto da Lars Bredo Rahbek e Morten Kaufmann per la Nimbus Film, è uno dei film più costosi che siano mai stati prodotti in lingua danese: è costato infatti oltre 46 milioni di corone danesi  (circa 6,17 milioni di Euro)
Le riprese del film sono state effettuate -oltre che a Copenaghen- in Germania (presso gli studi di Babelsberg), a Londra e Praga.

## Distribuzione
Il film è uscito nelle sale in tredici paesi.

## Accoglienza
In Danimarca L'ombra del nemico ha avuto grande successo, vendendo 673.000 biglietti per il cinema.

### Critica
Non tutti gli storici sono concordi nel dire che il film è aderente ai fatti realmente accaduti; alcuni sostengono anzi che la storia narrata sia decisamente fuorviante.

## Riconoscimenti
- Premi Robert 2009
  - miglior scenografia
  - migliori costumi
  - miglior sonoro
  - miglior trucco
  - migliori effetti speciali